# Bratwurst
Bratwurst er en pølse lavet af svin, okse og/eller kalv. Den originale tyske bratwurst er krydret med hvidløg, muskatnød, kryddernellike, kommen og i nogle tilfælde merian. Den serveres stegt eller grillet, ofte med brød, kartoffelmos, stærk sennep, tysk kartoffelsalat og for det meste i Tyskland med varm sauerkraut.
Bratwurst har formentlig sin oprindelse i Thüringen, hvor det er kendt som Thüringer. Den ældst kendte opskrift er fra 1432. Thueringer bratwurst er 15 til 20 cm lang, lavet af fersk kød, der traditionelt er kogt på en grill, hvor øl og vand anvendes til at justere temperaturen. Traditionel thüringer Bratwurst er marineret i en blanding af øl, sennep og løgringe en til to timer før grillstegning.